# Ralph Neubert

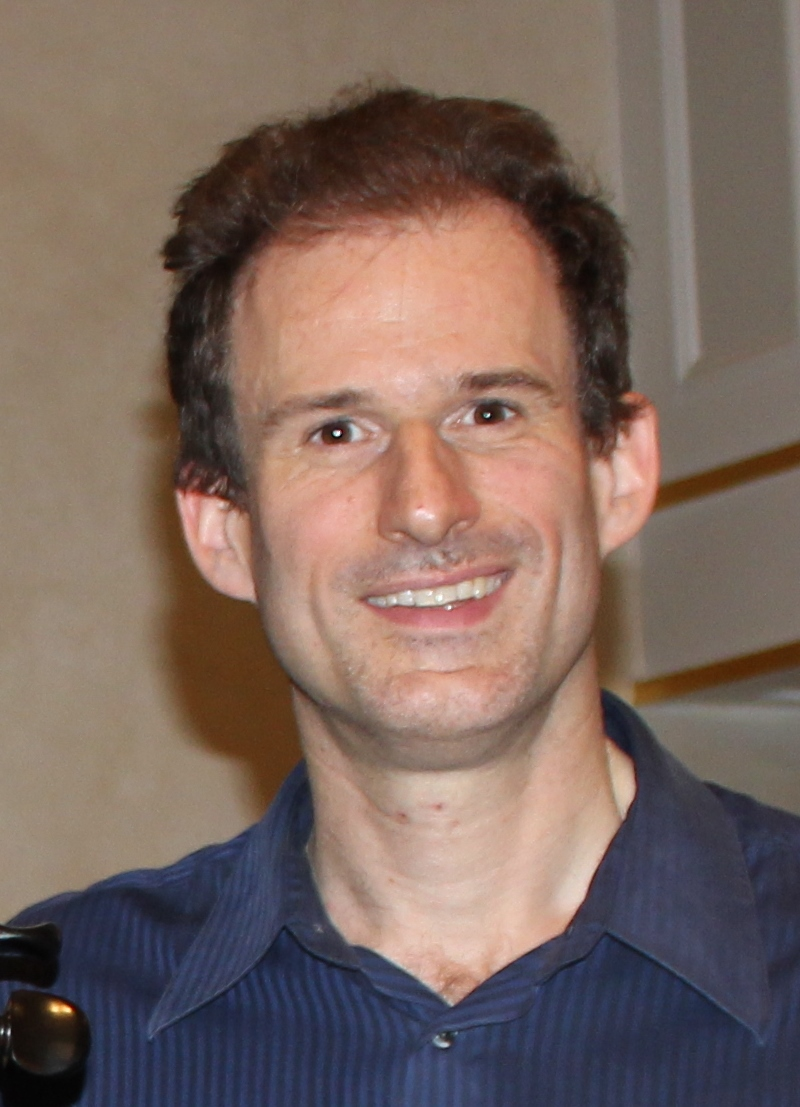
Ralph Neubert 2015

Ralph Neubert (* 1. September 1972 in Berlin) ist ein deutscher Pianist, Komponist und Sänger (Tenor).

## Leben
Neubert wuchs in Berlin auf, wo seine Eltern als Sänger an der Deutschen Oper arbeiteten. Mit 11 Jahren begann er seine Ausbildung als Jungstudent bei Ingeborg Peukert am Julius-Stern-Institut der Hochschule der Künste Berlin. 1991 wechselte er an die Hochschule für Musik und Theater Hannover zu Karl-Heinz Kämmerling und schloss 1997 sein Klavierstudium mit „sehr gut“ ab. Sein Interesse für den Gesang und die Oper führte ihn danach an die Hochschule für Musik und Theater München, wo er auch ein Gesangsstudium als Tenor absolvierte.
Nach Stationen in Hannover, Pforzheim und an der Deutschen Oper Berlin ist er seit 2009 als Studienleiter am Theater Erfurt engagiert.
Seine Konzerttätigkeit führte Ralph Neubert auf viele deutsche Bühnen und darüber hinaus nach Österreich und Japan. So spielte er als Solist mit der Nordwestdeutschen Philharmonie Herford unter Joshard Daus, dem Philharmonischen Orchester Erfurt unter Samuel Bächli, der Badischen Philharmonie Pforzheim und den Bremerhavener Philharmonikern unter Marc Niemann und dem Philharmonischen Orchester Würzburg unter Enrico Calesso.
Als Liedbegleiter arbeitete er mit u. a. mit Julian Freibott, Vazgen Ghazaryan, Marisca Mulder, Ilia Papandreou und Peter Schöne zusammen.
Seit 2022 spielt er Klaviertrio mit Marius Sima und Claudia Schwarze im Trio Triton.

## Werke
- Die Stimme der Meerjungfrau, Familienoper, Uraufführung am 27. April 2024, Theater Erfurt

## Aufnahmen
- 20 Lieder von Franz Schubert, mit Peter Schöne (Bariton)[1]

## Kritiken
- ... enge Korrespondenz mit dem Orchester ... grundehrliche Musikalität.[2]
- ... erwies sich als phänomenaler Liszt-Spieler, der mit klangvollem Zugriff und Geschmack eine durch und durch geschlossene Interpretation des Es-Dur-Klavierkonzerts formte.[3]
- ... niedrigschwelliges Musiktheater auf hohem Niveau[4]

## Auszeichnungen
- Bundespreisträger beim Wettbewerb Jugend musiziert
- Stipendiat der Studienstiftung des Deutschen Volkes
- Preis des Westfälischen Musikfestivals Hamm 1990